# 707ª Unità per missioni speciali
Il 707° Commando dell'esercito sudcoreano  (in inglese 707th Special Mission Battalion, in coreano 707 특수임무대대) è un corpo speciale dell'esercito della Corea del Sud, i cui componenti sono chiamati anche Tigri Bianche. Il 707º si addestra anche con altre forze d'élite nel mondo, tra le quali la United States Army, la Delta Force, l'esercito britannico, il SAS, il russo FSB, la gendarmeria francese, l'FBI, le forze speciali di Hong Kong e la polizia di Singapore. Il motivo è di acquisire esperienza ed incrementare le relazioni con i governi stranieri.
È stato formato nel 1972 dopo il Massacro di Monaco durante la XX Olimpiade; fu rapidamente formato per prevenire un ulteriore attacco terroristico per le Olimpiadi di Seoul del 1988. Il loro Quartier Generale si trova a Songham, a sud-est di Seoul.

## Armamento ed equipaggiamento
La mitraglietta HK MP5 è usata sia per i combattimenti ravvicinati sia per le crisi con ostaggi. Il Benelli M4 Super 90 viene usato con proiettili elettrici o di gomma per stordire l'obiettivo. Per le missioni di cecchinaggio si affidano a fucili quali Accuracy International AWM o Steyr SSG 69.
Per altre operazioni speciali usano la carabina Daewoo K1, il fucile d'assalto Daewoo K2 Assault Rifle, e la mitragliatrice silenziata da 9mm Daewoo K7. Se ha bisogno di potenza di fuoco pesante, l'unità usa la mitragliatrice leggera Daewoo K-3, con il lanciagranate K-201 40mm, e il lanciamissili terra-aria portabile Javelin contro elicotteri che volano bassi. Come armi da fianco possiedono pistole IMI Jericho 941 e Heckler und Koch USP.